# Årstads och Faurås häraders valkrets
Årstads och Faurås häraders valkrets var vid riksdagsvalen till andra kammaren 1866–1908 en egen valkrets med ett mandat. Valkretsen avskaffades vid övergången till proportionellt valsystem i valet 1911, och uppgick tillsammans med länets övriga valkretsar i den nybildade Hallands läns valkrets.

## Riksdagsmän
- Anders Gudmundson, lmp (1867–19/8 1869)
- Carl Aron Jönsson, lmp (1870–1883)
- Anders Magnus Gudmundson (1884–1887)
- Bengt Bengtsson, nya lmp (1888–1891)
- Johan Elof Eliasson, nya lmp (1892–1893)
- Anders Magnus Gudmundson, gamla lmp 1894, lmp 1895–1896 (1894–1896)
- Anders Peter Johansson, lmp (1897–1902)
- Gustaf Hellman, lmp (1903–1908)
- Anders Henrikson, lmp (1909–1911)

## Valresultat

### 1896
| Andrakammarvalet i Sverige 1896: Årstads och Faurås häraders valkrets | Andrakammarvalet i Sverige 1896: Årstads och Faurås häraders valkrets | Andrakammarvalet i Sverige 1896: Årstads och Faurås häraders valkrets | Andrakammarvalet i Sverige 1896: Årstads och Faurås häraders valkrets | Andrakammarvalet i Sverige 1896: Årstads och Faurås häraders valkrets |
| Kandidat                                                              | Kandidat                                                              | Röster                                                                | Röster                                                                | Röster                                                                |
| Kandidat                                                              | Kandidat                                                              | Antal                                                                 | %                                                                     | +− %                                                                  |
| --------------------------------------------------------------------- | --------------------------------------------------------------------- | --------------------------------------------------------------------- | --------------------------------------------------------------------- | --------------------------------------------------------------------- |
|                                                                       | Anders Peter Johansson                                                | 522                                                                   | 61,8                                                                  |                                                                       |
|                                                                       | Anders Magnus Gudmundson (frihandl.)                                  | 302                                                                   | 35,7                                                                  |                                                                       |
|                                                                       | Övriga kandidater                                                     | 21                                                                    | 2,5                                                                   |                                                                       |
| Antal giltiga röster                                                  | Antal giltiga röster                                                  | 845                                                                   |                                                                       |                                                                       |
| Kasserade röster                                                      | Kasserade röster                                                      | 1                                                                     |                                                                       |                                                                       |
| Totalt                                                                | Totalt                                                                | 846                                                                   |                                                                       |                                                                       |

- Valdeltagandet var 39,5%.

### 1899
| Andrakammarvalet i Sverige 1899: Årstads och Faurås häraders valkrets | Andrakammarvalet i Sverige 1899: Årstads och Faurås häraders valkrets | Andrakammarvalet i Sverige 1899: Årstads och Faurås häraders valkrets | Andrakammarvalet i Sverige 1899: Årstads och Faurås häraders valkrets | Andrakammarvalet i Sverige 1899: Årstads och Faurås häraders valkrets |
| Kandidat                                                              | Kandidat                                                              | Röster                                                                | Röster                                                                | Röster                                                                |
| Kandidat                                                              | Kandidat                                                              | Antal                                                                 | %                                                                     | +− %                                                                  |
| --------------------------------------------------------------------- | --------------------------------------------------------------------- | --------------------------------------------------------------------- | --------------------------------------------------------------------- | --------------------------------------------------------------------- |
|                                                                       | Anders Peter Johansson                                                | 231                                                                   | 88,2                                                                  | ▲26,4                                                                 |
|                                                                       | Anders Magnus Gudmundson (frihandl.)                                  | 28                                                                    | 10,7                                                                  | ▼25,0                                                                 |
|                                                                       | Övriga kandidater                                                     | 3                                                                     | 1,1                                                                   |                                                                       |
| Antal giltiga röster                                                  | Antal giltiga röster                                                  | 262                                                                   |                                                                       |                                                                       |
| Kasserade röster                                                      | Kasserade röster                                                      | 27                                                                    |                                                                       |                                                                       |
| Totalt                                                                | Totalt                                                                | 289                                                                   |                                                                       |                                                                       |

Valet ägde rum den 21 augusti 1899. Valdeltagandet var 13,4%.

### 1902
| Andrakammarvalet i Sverige 1902: Årstads och Faurås häraders valkrets | Andrakammarvalet i Sverige 1902: Årstads och Faurås häraders valkrets | Andrakammarvalet i Sverige 1902: Årstads och Faurås häraders valkrets | Andrakammarvalet i Sverige 1902: Årstads och Faurås häraders valkrets | Andrakammarvalet i Sverige 1902: Årstads och Faurås häraders valkrets |
| Kandidat                                                              | Kandidat                                                              | Röster                                                                | Röster                                                                | Röster                                                                |
| Kandidat                                                              | Kandidat                                                              | Antal                                                                 | %                                                                     | +− %                                                                  |
| --------------------------------------------------------------------- | --------------------------------------------------------------------- | --------------------------------------------------------------------- | --------------------------------------------------------------------- | --------------------------------------------------------------------- |
|                                                                       | Gustaf Hellman                                                        | 238                                                                   | 80,1                                                                  |                                                                       |
|                                                                       | Johan Elof Eliasson                                                   | 53                                                                    | 17,9                                                                  |                                                                       |
|                                                                       | Övriga kandidater                                                     | 6                                                                     | 2,0                                                                   |                                                                       |
| Antal giltiga röster                                                  | Antal giltiga röster                                                  | 297                                                                   |                                                                       |                                                                       |
| Kasserade röster                                                      | Kasserade röster                                                      | 23                                                                    |                                                                       |                                                                       |
| Totalt                                                                | Totalt                                                                | 320                                                                   |                                                                       |                                                                       |

Valet ägde rum den 16 september 1902. Valdeltagandet var 14,5%.

### 1905
| Andrakammarvalet i Sverige 1905: Årstads och Faurås häraders valkrets | Andrakammarvalet i Sverige 1905: Årstads och Faurås häraders valkrets | Andrakammarvalet i Sverige 1905: Årstads och Faurås häraders valkrets | Andrakammarvalet i Sverige 1905: Årstads och Faurås häraders valkrets | Andrakammarvalet i Sverige 1905: Årstads och Faurås häraders valkrets |
| Kandidat                                                              | Kandidat                                                              | Röster                                                                | Röster                                                                | Röster                                                                |
| Kandidat                                                              | Kandidat                                                              | Antal                                                                 | %                                                                     | +− %                                                                  |
| --------------------------------------------------------------------- | --------------------------------------------------------------------- | --------------------------------------------------------------------- | --------------------------------------------------------------------- | --------------------------------------------------------------------- |
|                                                                       | Gustaf Hellman                                                        | 612                                                                   | 67,5                                                                  | ▼12,6                                                                 |
|                                                                       | A. Jonsson i Skälstorp                                                | 294                                                                   | 32,4                                                                  |                                                                       |
|                                                                       | Övriga kandidater                                                     | 1                                                                     | 0,1                                                                   |                                                                       |
| Antal giltiga röster                                                  | Antal giltiga röster                                                  | 907                                                                   |                                                                       |                                                                       |
| Kasserade röster                                                      | Kasserade röster                                                      | 3                                                                     |                                                                       |                                                                       |
| Totalt                                                                | Totalt                                                                | 910                                                                   |                                                                       |                                                                       |

Valet ägde rum den 16 september 1905. Valdeltagandet var 38,9%.

### 1908
| Andrakammarvalet i Sverige 1908: Årstads och Faurås häraders valkrets | Andrakammarvalet i Sverige 1908: Årstads och Faurås häraders valkrets | Andrakammarvalet i Sverige 1908: Årstads och Faurås häraders valkrets | Andrakammarvalet i Sverige 1908: Årstads och Faurås häraders valkrets | Andrakammarvalet i Sverige 1908: Årstads och Faurås häraders valkrets |
| Kandidat                                                              | Kandidat                                                              | Röster                                                                | Röster                                                                | Röster                                                                |
| Kandidat                                                              | Kandidat                                                              | Antal                                                                 | %                                                                     | +− %                                                                  |
| --------------------------------------------------------------------- | --------------------------------------------------------------------- | --------------------------------------------------------------------- | --------------------------------------------------------------------- | --------------------------------------------------------------------- |
|                                                                       | Anders Henrikson                                                      | 478                                                                   | 71,6                                                                  |                                                                       |
|                                                                       | Anders Johansson i Hässlås (höger)                                    | 188                                                                   | 28,1                                                                  |                                                                       |
|                                                                       | Övriga kandidater                                                     | 2                                                                     | 0,3                                                                   |                                                                       |
| Antal giltiga röster                                                  | Antal giltiga röster                                                  | 668                                                                   |                                                                       |                                                                       |
| Kasserade röster                                                      | Kasserade röster                                                      | 10                                                                    |                                                                       |                                                                       |
| Totalt                                                                | Totalt                                                                | 678                                                                   |                                                                       |                                                                       |

Valet ägde rum den 5 september 1908. Valdeltagandet var 28,7%.